# CZ 452
CZ 452 також відома як BRNO Model Two .22 Rifle — серія гвинтівок із ковзним затвором під набої кільцевого запалення з магазинним живленням, виробництва чеської компанії Česká Zbrojovka Uherský Brod, що імпортується до Сполучених Штатів компанією CZ-USA. Більшість версій гвинтівок серії 452 було знято з виробництва у 2011 році та замінено серією CZ 455, хоча CZ продовжує виробляти CZ 452 American для шульг, з руків'ям зведення та вікном викиду гільзи, розташованими з лівого боку гвинтівки.
Протягом свого виробничого циклу CZ 452 випускалася в кількох версіях з різними стволами, ложами та прицілами під різні набої кільцевого запалення, такі як .22 LR, .22 WMR, .17 HM2 і .17 HMR.

## Історія
Вперше представлена в 1956 році як BRNO Model 2 (ZKM 452), модель 452 є удосконаленням навчальної гвинтівки CZ Model 1 (ZKM-451) калібру .22 із ковзним затвором під набій кільцевого запалення, яка вперше представлена в 1947 році. ZKM — це абревіатура від Zbrojovka-Koucký-Malorážka, що є поєднанням назви виробника гвинтівки ([Česká] Zbrojovka), прізвища конструктора (Josef Koucký) і позначенням малого калібру (Malorážka). Модель 1 або ZKM-451 була розроблена на замовлення окупаційної німецької влади в 1943–44 роках, коли було виготовлено дуже мало гвинтівок як повністю укомплектовані тренажери типу Mauser 98k. Ствольні коробки цих ранніх навчальних гвинтівок калібру .22 мали маркування tgf (Tschechische Gewehr Fabrik — Німецька Чеська Рушнична Фабрика) Управління озброєнь сухопутних сил Німеччини. Через вимоги воєнного часу до бойової зброї збирання та виробництво всіх навчальних гвинтівок калібру .22 було припинено, залишивши великий запас деталей і ствольних коробок після закінчення Другої світової війни. Після війни ці частини (деякі з яких досі мають позначення tgf) використовувалися разом із новими стволами та прикладами для виробництва Моделі 1.

## Особливості
CZ 452 має ствол із вуглецевої сталі, який врізається в раму ствольної коробки, за винятком гвинтівок під набій .17 HM2, у яких ствол прикріплений до ствольної коробки.
Гвинтівки останнього виробництва мають ковані курки та притерті стволи.
Ствольна коробка має рейку типу «ластівчин хвіст» для кріплення оптичного прицілу. Ластівчин хвіст має розмір 11 мм або 3/8" залежно від моделі та калібру.
Ударно-спусковий механізм регулюється вагою тяги.
Для подачі набоїв використовується роз'ємний коробчатий магазин. Магазини доступні як зі сталі, так і з пластику, на 5 і 10 набоїв для усіх калібрів. Однозарядний адаптер і магазин на 25 набоїв також доступні для використання з калібрами .22 LR і .17 HM2.

## Моделі

### American та Special
Модель American оснащена 22,5-дюймовим (572 мм) стволом збільшеної ваги. Ствол і ствольна коробка мають поліроване та воронене покриття. Вони розташовані у «американському прикладі» з прямим гребінцем з турецького горіха, із картатими руків'ям та цівкою, шпильки для ременя та твердим пластиковим прикладом. Пропонувався в обмеженій кількості з буковими, кленовими та горіховими прикладами. Механічні приціли не передбачені, гвинтівки вони призначені для використання з оптичним прицілом. Модель American розроблена під набої .17 HM2, .17 HMR, .22 LR і .22 WMR у гвинтівках для правші та під набої .17 HMR і .22 LR у гвинтівках для шульги. Наразі модель для шульг все ще виробляється.
Моделі були доступні зі стволом довжиною 16,2 або 22,5 дюйма з дульною різьбою (1/2" x 20 нарізів на дюйм (TPI)) для встановлення глушника. Адаптери для приєднання глушників стандарту США (1/2" x 28 TPI) доступні від кількох виробників.
Модель Special ідентична до American, за винятком того, що вона має матове воронене покриття ствольної коробки та ложе з бука.

### Varmint
Модель Varmint (від виду стільки вармінтинг) оснащена прямим конічним мисливським/спортивним стволом довжиною 20,5 дюймів (521 мм). Ствол відполірований, тоді як ствольна коробка має матове покриття; і ствол, і ствольна коробка воронені. Ствол поєднаний із прямим гребінчастим прикладом з горіха, який має картате руківʼя зі скромним виступом у долоні та пласкою цівкою, має шпильки для ременя та гумову вставку ложе. Механічні приціли не передбачені, оскільки гвинтівка призначена для використання з оптичним прицілом. Модель Varmint вироблялася під набої .17 HM2, .17 HMR, .22 LR і .22 WMR.

### Lux, Trainer та Standard

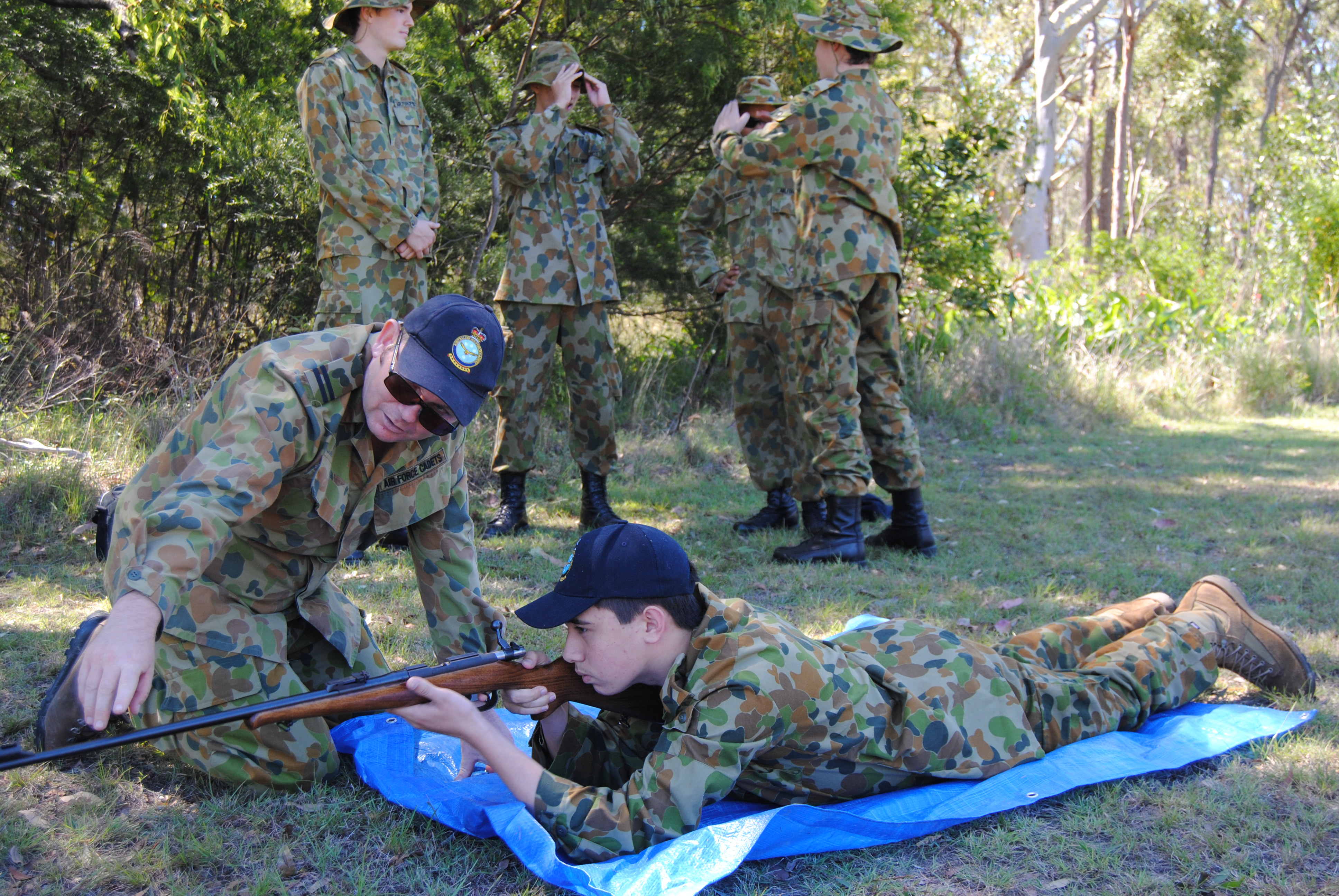
Курсанти ВПС Австралії із CZ 452

Модель Lux оснащена стволом довжиною 24,8 дюйма (630 мм) та прицільною планкою (тактичною мушкою). Ствол полірований, тоді як ствольна коробка має матове покриття; і ствол, і ствольна коробка воронені. Спускова група розташована в горіховому прикладі в європейському стилі з контрастною текстурою руків'я, витягнутою передньою частиною та заокругленою верхньою частиною, які іноді називають баварським прикладом або прикладом «hogback» (укр. свиняча спинка), і має європейські кріплення для ременя та тверду пластикову прикладну пластину. Нижня частина п'яти та дугоподібна верхня частина приклада призначені для полегшення стрільби за допомогою механічних прицілів. Цілик має градуювання з кроком 25 метрів із каліброваними позначками від 25 до 200 метрів, а мушка може регулюється за вітром. Мушка з кришкою може регулюватися за висотою. Модель Lux вироблялася під набої .22 LR та .22 WMR. Випускався також ліворучний варіант під набій .22 LR.
Модель Trainer (укр. Тренувальна), також відома як Special (укр. Спеціальна) або Special Military Training Rifle (укр. Спеціальна військова тренувальна гвинтівка), розроблена як гвинтівка для курсантів, ідентична за конструкцією до моделі Lux, за винятком того, що вона оснащена буковим прикладом. Модель Trainer випускалася під набої .22 LR і .17 HMR.
Модель Standard (укр. Стандартна) ідентична до моделі Trainer, за винятком того, що руків'я букового прикладу не має рифлених візерунків. Як і модель Trainer, вона використовується багатьма курсантськими організаціями, серед яких Австралійський кадетський корпус повітряних сил, Австралійський кадетський корпус морських сил і Австралійський кадетський корпус сухопутних військ.

### Ultra Lux та Super BRNO

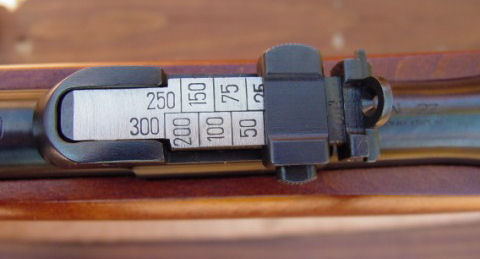
Дотичний приціл на гвинтівку CZ 452 із каліброваним маркуванням для дальностей до 300 метрів

Модель Ultra Lux оснащена стволом довжиною 28,6 дюйма (727 мм), який має тактичні мушки. Додаткова довжина ствола призначена для поліпшення радіуса мушок та, отже, точності при використанні відкритих мушок. Ствол полірований, тоді як ствольна коробка має матове покриття; обидва воронені. Зверху ствола написано «SUPER EXCLUSIVE» (укр. СУПЕРЕКСКЛЮЗИВ), а спусковий гачок позолочений. Гвинтівка скомпонована в європейському буковому прикладі з рифленим руків'ям, баварським стилем верхньої частини ложе, яке також має щічку, і обладнана європейськими петлями для ременя та гумовою накладкою на приклад. У початковій серії було виготовлено 110 гвинтівок з горіховим прикладом. На відміну від моделей Lux і Trainer, тактична мушка калібрується на дальність від 25 до 100 метрів з кроком у 25 метрів, а потім від 100 до 300 метрів з кроком у 50 метрів. Цілик може калібруватися за вітром, а мушка з кришкою — за висотою. Гвинтівка Ultra Lux оснащена 10-ти патронним магазином під набій .22 LR.
Модель Super BRNO передувала моделі Ultra Lux. В основному, вони ідентичні, проте приклад з букового дерева моделі Super BRNO має помаранчевий відтінок, зверху ствола написано «SUPER BRNO SAA 2500», спусковий гачок має сріблястий колір, а гвинтівка постачалася з 5-ти патронним магазином. Повідомлялося, що спочатку вони були вироблені як тренувальні гвинтівки для Єгипту, який їх відмовився приймати, після чого CZ зробив їх доступними для всіх охочих. Було вироблено всього 2 500 таких гвинтівок.

### Scout
Модель Scout є компактною гвинтівкою, призначеною для молодих стрільців, зі зменшеними розмірами прикладу, зменшеною вагою та однозарядним механізмом заряджання. Зменшені розміри та вага також роблять її підходящою для людей невисокого зросту. Однозарядний механізм заряджання допомагає навчити ощадливого витрачання набоїв та майстерності стрільби. Вона має укорочену букову ложу з прямим, злегка опущеним верхом і вороненим металевим покриттям. Гвинтівка також має цілик та мушку.

### Silhouette та Style
Малокаліберна модель Silhouette була розроблена для змагань із силуетної стрільби відповідно до вимог IMSSA. По суті, вона являє собою затвор та ствол від CZ American, розташовані на синтетичному ложе з піднятим верхом приклада і щокою. Покриття металевих деталей — воронене.
Вироблялася зі стволом довжиною 16,2 дюйма з дульною різьбою (1/2" x 20 нарізів на дюйм (TPI)) для встановлення глушника.
Модель Style ідентична до моделі Silhouette, за винятком того, що вона має матове нікелеве електропокриття на всіх металевих поверхнях, за винятком затвора та спускового гачка.

### FS (Full Stock)
Модель FS, що означає Full Stock (Повна ложа), має ствол карабінної довжини (20,7 дюйма) і повнорозмірний приклад в стилі Маннліхер-Шенавер з турецького горіха з рифленим покриттям на руків'ї та передпліччі. Модель FS має такий самий тактичний механічний приціл, як Lux і Trainer. На ствольній коробці є рейка типу «ластівчин хвіст», на яку можна встановлювати кільця для прицілу шириною 11 мм (для версій 22 LR) або 3/8 дюйма (для версій 17 HMR та 22 WMR).

### Grand Finale
Модель Grand Finale, випущена у 2017 році, є лімітованою серією у кількості 1 000 гвинтівок, на честь лінійки CZ 452. У ній взято за основу модель CZ 452 American, проте вона має горіхове ложе з олійним покриттям з чорною заглушкою ложе та кришкою руків'я, ручне гравіювання на металевих деталях з вороненим покриттям, позолочений спусковий гачок та металевий магазин зі спеціальним гравіюванням. Вона комплектується відповідними гравійованими та вороненими кільцями для прицілу.

## Варіанти

### CZ 453
Модель CZ 453 в основному ідентична моделі CZ 452; проте вона оснащена повністю регульованим односпусковим гачком. Деякі компоненти, такі як інший корпус спускового гачка та унікальні гвинти для кріплення, відрізняють її від CZ 452, щоб розмістити однорядний спусковий гачок CZ 453, тому спусковий гачок CZ 453 не може бути встановлений на CZ 452. Було вироблено три версії: American, Varmint та Lux. American і Varmint в основному ідентичні відповідним моделям CZ 452. Lux подібна до відповідної версії CZ 452, але має сучасний приклад CZ 527 Lux, який має рифлену поверхню на руків'ї та цівці, щоку та гумову накладку на приклад. Версія Lux була доступна тільки в калібрі 22 LR.

### CZ 513
Модель CZ 513 Basic (або Farmer, як вона відома за межами США) є дешевшою версією CZ 452, вона має ствол довжиною 20,9 дюйма і нерифлену букову ложу. Спусковий гачок не регулюється, а цілик являє собою просту насічку та стовпчасту мушку.